# NGC 3711/1
NGC 3711/1 је спирална галаксија у сазвежђу Пехар која се налази на NGC листи објеката дубоког неба.
Деклинација објекта је - 11° 4' 47" а ректасцензија 11h 29m 25,5s. Привидна величина (магнитуда) објекта NGC 3711 износи 14,7 а фотографска магнитуда 15,5. NGC 37111 је још познат и под ознакама MCG -2-29-35, PGC 35392.